# Konkurz (Glee)
Konkurz (v anglickém originále Audition) je první epizoda druhé série a celkově dvacátá třetí epizoda amerického televizního seriálu Glee. Epizodu napsal Ian Brennan, režíroval Brad Falchuk a poprvé se ve vysílání americké televizní stanice Fox objevila dne 21. září 2010. V této epizodě jsou členové sboru donuceni zaujmout nové žáky, aby se přidali do sboru, včetně studentky ze zahraniční výměny Sunshine Corazon (Charice) a přestupujícího studenta Sama Evanse (Chord Overstreet). Na školu přijíždí Shannon Beiste (Dot Jones), nová trenérka fotbalu a školní blogger Jacob Ben Israel (Josh Sussman) poskytuje aktuální informace o tom, co se děje ve sboru po letních prázdninách.
Epizoda obsahuje osm hudebních a tanečních vystoupení; pět z nich bylo vydáno jako singl a jsou dostupné ke stažení. Hudební vystoupení získaly smíšené reakce od kritiků. Přezpívanou verzi písně "What I Did for Love" z muzikálu A Chorus Line od Ley Michele popsal kritik Robert Bianco z USA Today jako dávání "každého amatérského hudebního vystoupení letos do každého talentového pořadu k hanbě", zatímco Mary McNamara z Los Angeles Times a Todd VanDerWerff z The A.V. Club píseň shledali nevhodnou v kontextu. Vystoupení Charice byly výborně přijaty americkými i filipínskými kritiky a Alicia Keys vyjádřila souhlas a pochvalu s cover verzí písně "Empire State of Mind".
Epizodu v den vysílání sledovalo 12,45 milionů amerických diváků. Epizoda jako celek získala převážně pozitivní recenze od kritiků. Tim Stack z Entertainment Weekly a Jarett Wieselman z New York Post sdělili, že epizoda zklidnila jejich obavy, že by kvalita seriálu ve druhé sérii klesala. Brett Berk z Vanity Fair a Erica Futterman z Rolling Stone cítili, že se pořad vrátil do formy po stále neuspokojivé první sérii. Několik kritiků zdůraznilo rasové problémy v epizodě: Fred Topel z Hollywood News popsala scénu se Sunshine jako "vyloženě rasistickou" a Brittany Drye z The Stir také zpochybnila párování asijských postav Mika Changa (Harry Shum mladší) a Tiny Cohen-Chang (Jenna Ushkowitz).

## Děj epizody
Protože New Directions prohráli na regionálním kole soutěže sborů, tak se členové sboru pokusí zorganizovat nábor nových studentů do sboru, aby posílili svá soutěžní vystoupení. Dozví se, že se letošní národní kolo bude konat v New Yorku, tak se rozhodnout vystoupit s písní "Empire State of Mind" (původně ji zpívají Jay-Z featuring Alicia Keys) na školním dvoře, s nadějí, že zaujmou některé své spolužáky. Studentka na výměnném pobytu Sunshine Corazon (Charice) z Filipín a přestupující student Sam Evans (Chord Overstreet) si to rozmýšlejí, protože je vystoupení sboru zaujalo. Hlavní zpěvačka sboru Rachel Berry (Lea Michele) se později setkává se Sunshine na dívčích toaletách a společně zpívají improvizovaný duet "Telephone" od Lady Gaga a Beyoncé. Rachel je zastrašena jejím perfektním pěveckým výkonem a pošle Sunshine do drogového doupěte místo posluchárny, aby ji znemožnila vystoupit před sborem. Když vyjde pravda na povrch, tak je Rachel velmi pokárána vedoucím sboru Willem Schuesterem (Matthew Morrison). Sunshine se později úspěšně přihlásí a všechny okouzlí svým ztvárněním písně "Listen" z muzikálu Dreamgirls.
Hlavní zpěvák Finn Hudson (Cory Monteith) povzbudí Sama, aby se do sboru také přihlásil, poté, co ho uslyší zpívat "Every Rose Has Its Thorn" od Poison. V posluchárně Sam, Finn, Mike (Harry Shum mladší), Artie (Kevin McHale) a Puck (Mark Salling) zpívají společně píseň "Billionaire" od Travieho McCoye. Nicméně se nakonec Sam rozhodne, že se na konkurz do sboru nepřihlásí, kvůli nízkému sociálnímu statusu a ne moc velké popularitě členů sboru.
Shannon Beiste (Dot Jones) je jmenována novou trenérkou selhávajícího fotbalového týmu McKinley High, což vede ke snížení rozpočtů sboru i roztleskávaček ke prospěchu fotbalového týmu. Will a trenérka roztleskávaček Sue Sylvester (Jane Lynch) se spojí a doufají, že dostanou Beiste ze školy a jejich rozpočty opět narostou. Uprostřed jejího spojenectví s Willem, Sue také vyhodí Santanu (Naya Rivera) z její pozice kapitánky roztleskávaček poté, co se dozví, že má prsní implantáty a nahradí ji Quinn (Dianna Agron). Artie, který je zdravotně postižený, požádá Finna, aby mu pomohl dostat se do fotbalového týmu. Doufá, že tak získá zpět svou přítelkyni Tinu (Jenna Ushkowitz), která se s ním rozešla, aby mohla chodit s Mikem. Beiste věří, že Finn kuje plány proti ní a to ji donutí odmítnout studenta na vozíku a Finna vyhazuje z týmu. Novým quarterbackem se stane Sam. Will není schopen jí přesvědčit, aby vzala Finna zpátky, ale uvědomí si, že jeho nepřátelské chování poškozuje jeho novou kolegyni. Později se postaví za Beiste, když si Sue vymyslí, že Beiste sexuálně obtěžovala Brittany (Heather Morris), omluví se ji a znovu si získá Suinu nenávist.
Sue je opět ponořená do svého nepřátelského vztahu s Willem a proto kontaktuje nového vedoucího konkurenčního sboru Vocal Adrenaline, Dustina Goolsbyho (Cheyenne Jackson). Dustin je schopný zabezpečit trvalý pobyt ve Spojených státech pro Sunshine a její matku za podmínky, že se připojí k jeho klubu. Sunshine přizná, že se cítila vyhnána z New Directions díky Rachelinému nehostinnému chování a přidává se proto k Vocal Adrenaline. Poté, co přizná, že si váží více sama sebe než členů klubu, Rachel zpívá "What I Did for Love" z muzikálu A Chorus Line sama na jevišti předtím, než se vydá omluvit do sborové místnosti.

## Seznam písní
- "Empire State of Mind"
- "Every Rose Has Its Thorn"
- "Telephone"
- "Getting to Know You"
- "Billionaire"
- "The Power"
- "Listen"
- "What I Did for Love"

## Hrají
- Dianna Agron - Quinn Fabray
- Chris Colfer - Kurt Hummel
- Jane Lynch - Sue Sylvester
- Jayma Mays - Emma Pillsburry
- Kevin McHale - Artie Abrams
- Lea Michele - Rachel Berry
- Cory Monteith - Finn Hudson
- Heather Morris - Brittany Pierce
- Matthew Morrison - William Schuester
- Mike O'Malley - Burt Hummel
- Amber Riley - Mercedes Jones
- Naya Rivera - Santana Lopez
- Mark Salling - Noah "Puck" Puckerman
- Jenna Ushkowitz - Tina Cohen-Chang

## Natáčení

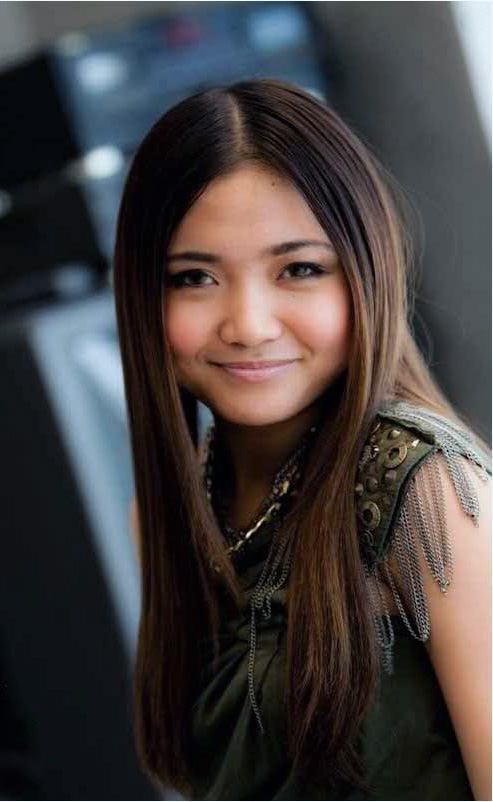
Charice se v epizodě objevuje jako Sunshine Corazon

Vedoucí televizní stanice Fox, Kevin Reilly, dne 11. ledna oznámil, že se Glee obnovuje pro druhou sérii, bude se natáčet po celých Spojených státech a budou se konat konkurzy pro tři nové role do seriálu. Konkurzy byly zamýšleny jako předmět více částí televizního speciálu, který by se vysílal před začátkem druhé série a noví členové obsazení by byli prozrazeni v první epizodě. Tvůrce seriálu, Ryan Murphy řekl, že cílem Glee je stát se "první interaktivní muzikálovou komedií v televizi". Nakonec se ale reality show z konkurzů nevysílala, protože se Murphy chtěl přímo soustředit pouze na seriál a bál se, že by reality show mohla poškodit seriál.
Od této epizody jsou herečky Heather Morris (Brittany Pierce) a Naya Rivera (Santana Lopez), které hrály vedlejší roli v první sérii Glee, povýšeny mezi hlavní postavy seriálu. Epizoda představila čtyři nové tváře seriálu. Chord Overstreet hraje vedlejší roli Sama Evanse, sportovce, který se zpočátku stane chráněncem Finna, ale posléze i jeho rivalem. Charice se objevuje jako Sunshine Corazon, studentka z jiné země na studentské výměně a konkurentka Rachel. Charice byla fanynkou seriálu už od první sérii a její manažer přesvědčil Murphyho, aby ji osadil do druhé série. Dot-Marie Jones byla obsazena jako trenérka fotbalu, Shannon Beiste, a tak nahradila Patricka Gallaghera jako trenéra Kena Tanaku z první série. Cheyenne Jackson se objevuje jako Dustin Goolsby, nový vedoucí konkurenčního sboru Vocal Adrenaline a nahradil Shelby Corcoran (Idina Menzel). Jackson byl původně zvažován do role Willa a v roce 2009 byl obsazen do Glee do epizody Bratři v hitu jako choreograf Vocal Adrenaline, Dakota Stanley, ale kvůli nemoci se nemohl zúčastnit natáčení a tuto roli si nakonec zahrál Whit Hertford. Murphy popsal Dustina jako "kompletní darebák" a řekl, že se bude "velmi prolínat s Willovým životem".

## Hudba
V epizodě zazní cover verze písní "Empire State of Mind" od Jay-Z featuring Alicia Keys, "Telephone" od Lady Gaga a Beyoncé, "Billionaire" od Travie McCoy featuring Bruno Mars a "Every Rose Has Its Thorn" od Poison. Písně "What I Did for Love" z muzikálu A Chorus Line, "Getting to Know You" z muzikálu The King and I a "Listen" z filmové adaptace muzikálu Dreamgirls byly také hudební vystoupení, zatímco skladba "The Power" od Snap! byla předvedena jako pouze taneční vystoupení. Všechny z písní, které zazněly v epizodě, kromě "Every Rose Has Its Thorn", "Getting to Know You" a "The Power" byly vydány jako singly a jsou dostupné ke stažení. "Empire State of Mind" a "Billionaire" byly také obsaženy na albu Glee: The Music, Volume 4. Hudební vystoupení v epizodě získaly smíšené reakce od kritiků.